# 北滩 (旧金山)
37°48′1.04″N 122°24′36.66″W / 37.8002889°N 122.4101833°W
北滩（North Beach）是旧金山东北部的一个街区，毗邻唐人街和渔人码头。它被认为是旧金山的“小意大利”，因为意大利裔移民曾经占该区人口的大多数。北滩也是旧金山主要的红灯区和夜生活区域。
北滩的主要街道有联合街（Union Street）、哥伦布大道（Columbus Avenue）、华盛顿广场（Washington Square）、都板街（Grant Avenue）和瓦列霍街（Vallejo Street）等。俄罗斯山在西面，电报山在东面，湾街（Bay Street）以北是渔人码头。
美国规划协会（American Planning Association）将北滩称为美国10大街区之一。